# حمام جولاستان
حمام جولاستان مربوط به دوره صفوی است و در شهرستان تویسرکان، چهارراه حافظ، خیابان شهدا واقع شده و این اثر در تاریخ ۱۵ دی ۱۳۸۷ با شمارهٔ ثبت ۲۴۳۲۴ به‌عنوان یکی از آثار ملی ایران به ثبت رسیده است.